# Martin Holcát
Martin Holcát (* 23. dubna 1954 Praha) je český lékař, bývalý náměstek ministra zdravotnictví a bývalý ředitel Všeobecné fakultní nemocnice v Praze, od července 2013 do ledna 2014 ministr zdravotnictví ve vládě Jiřího Rusnoka.

## Život
Vystudoval Fakultu všeobecného lékařství Univerzity Karlovy v Praze (absolvoval v roce 1981). Jeho specializací je otorinolaryngologie. Od sedmdesátých let se podílel na řadě klinických a farmakologických studií, jeho vědecká činnost byla zaměřena mimo jiné na zkoumání využití léků v ORL.
Od roku 1991 do roku 1996 působil jako odborný asistent ORL kliniky 1. Lékařské fakulty UK v Praze, od roku 1996 jako náměstek pro léčebnou péči ve Všeobecné fakultní nemocnice v Praze. O rok později se stal ředitelem VFN v Praze. V listopadu 2003 ho z funkce odvolala ministryně zdravotnictví Marie Součková. Důvodem odvolání byl dle vyjádření ministryně Holcátův dopis Krajskému úřadu Středočeského kraje, v němž sděloval, že podle metodického pokynu ministerstva zdravotnictví nebude VFN přijímat akutní pacienty ze středních Čech.
Poté vedl Koordinační středisko transplantací patřící pod Ministerstvo zdravotnictví ČR. Od prosince 2006 je náměstkem ředitele Fakultní nemocnice v Motole pro léčebně preventivní péči. V roce 2009 šéfoval v Motole patnáctičlennému konsiliu, které se staralo o bývalého prezidenta Václava Havla. Jako zástupce Fakultní nemocnice v Motole zasedá v kolegiu děkana 2. lékařské fakulty Univerzity Karlovy.
Martin Holcát je ženatý a má dvě dcery.

## Politické působení
Do politiky vstoupil v březnu 1999, když se stal 1. náměstkem ministra zdravotnictví Ivana Davida. Po Davidově rezignaci v prosinci 1999 ministerstvo zdravotnictví do února 2000 fakticky řídil (tehdejším šéfem resortu byl místopředseda vlády Vladimír Špidla). S příchodem nového ministra Bohumila Fišera na svou funkci rezignoval.
V červnu roku 2013 byl po pádu vlády Petra Nečase osloven nově jmenovaným premiérem Jiřím Rusnokem k účasti ve vládě na postu ministra zdravotnictví. Tuto nabídku 1. července 2013 přijal. Prezident Miloš Zeman jej do funkce jmenoval 10. července 2013.